# Maria-Barbara-Katharina-Kirche (Schornbach)

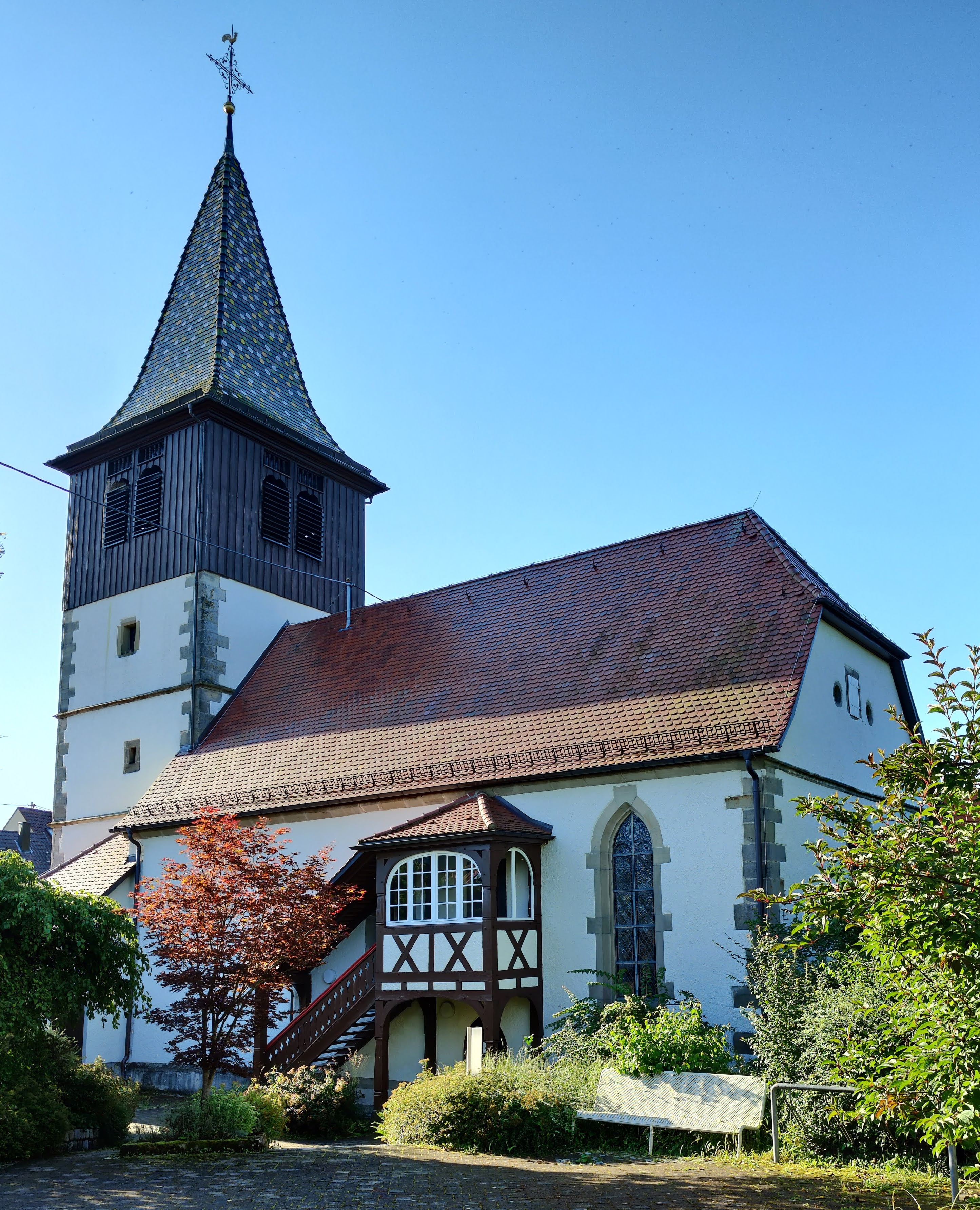
Maria-Barbara-Katharina-Kirche in Schornbach

Die Maria-Barbara-Katharina-Kirche ist ein Kirchengebäude in Schornbach, einem Stadtteil von Schorndorf im Rems-Murr-Kreis in Baden-Württemberg. Schon seit dem Mittelalter ist es nach Maria, der Mutter Jesu und den Heiligen Katharina von Alexandrien und Barbara von Nikomedien benannt. Das Bauwerk ist beim Landesamt für Denkmalpflege Baden-Württemberg als Baudenkmal eingetragen. Die Kirchengemeinde gehört zum Kirchenbezirk Schorndorf der Evangelischen Landeskirche in Württemberg.

## Geschichte
Die Ursprünge der Kirche reichen in das Jahr 1472 zurück, als anstelle einer älteren Kapelle ein neuer Kirchenbau gestiftet wurde. Die Weihe erfolgte zu Ehren des Allmächtigen Gottes, der Jungfrau Maria sowie der heiligen Jungfrauen und Märtyrerinnen Barbara und Katharina. 
Im Verlauf der Jahrhunderte wurde das Kirchengebäude mehrfach erweitert und renoviert. Besonders bedeutende Baumaßnahmen fanden 1589 und 1606 mit dem Einbau der Emporen sowie 1720–1722 mit dem Umbau und der Erweiterung des Kirchenschiffs statt. Das obere Turmteil stammt aus dem Jahr 1732. Im 19. und 20. Jahrhundert folgten mehrere Instandsetzungen, darunter umfassende Maßnahmen 1913/14, 1933 sowie 1965–1967, bei denen unter anderem die Inneneinrichtung modernisiert und der Chorraum freigelegt wurde.

## Beschreibung und Ausstattung

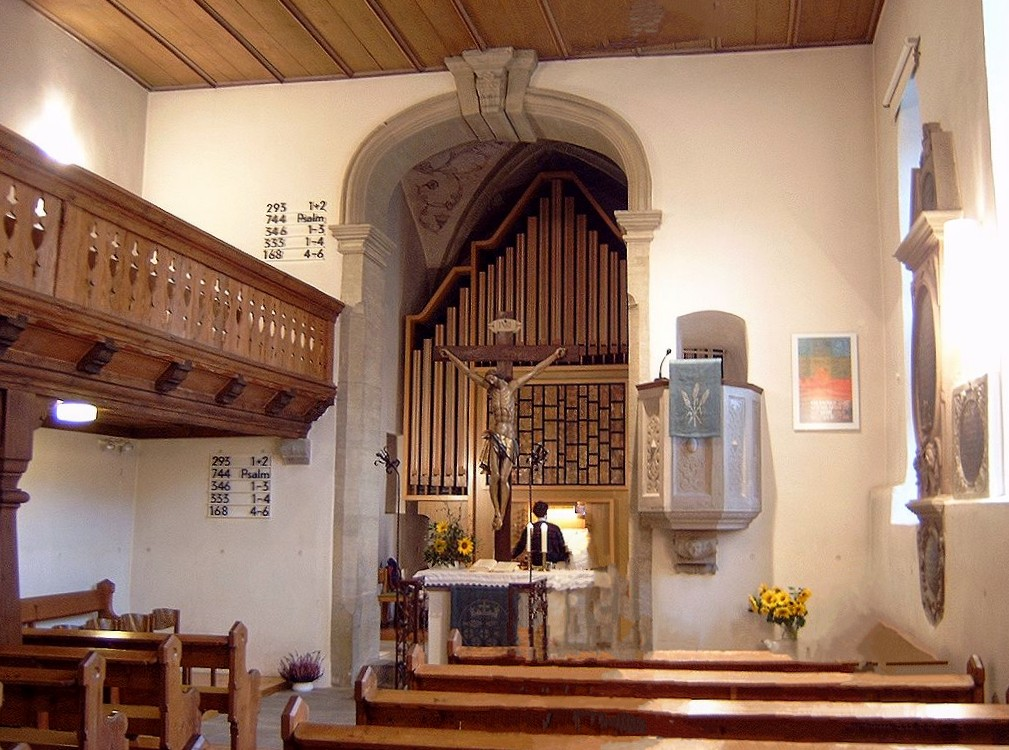
Blick zum Chor mit Altar und Orgel

Die Saalkirche besteht aus einem Langhaus und einem Chorturm im Osten, der 1732 mit einem Geschoss aus Holzfachwerk aufgestockt wurde. Darauf wurde ein Pyramidendach gesetzt.
An der Wand des mit Emporen ausgestatteten Innenraums steht die 1606 von Melchior Gockheler aus Schorndorf errichtete Kanzel auf Konsolen. Sie wird von einem Engelsrelief getragen und ist mit einer Inschrift versehen, die sich auf die Verkündigung des göttlichen Wortes nach dem Propheten Ezechiel bezieht.
Der Altar stammt von 1732, die schmiedeeiserne Schranke von 1733. Das Kruzifix wurde 1722 von Pfarrer Schumacher gestiftet.
Das Taufbecken stammt aus der Erbauungszeit um 1472. 
In der Kirche befindet sich eine Gedenktafel für Daniel Steinbock, der 1654 eine Stiftung von 1000 Gulden für kirchliche und soziale Zwecke hinterließ. Das Bild zeigt die Anbetung der Könige. Ein Glasfenster mit den Portraits der Reformatoren Martin Luther und Johannes Brenz wurde 1915 gestiftet. 
Weitere Ausstattungsstücke sind ein Abendmahlskelch von 1844, eine silberne Hostiendose von 1722 und verschiedene Geräte aus einer königlichen Stiftung von 1856.

### Orgel

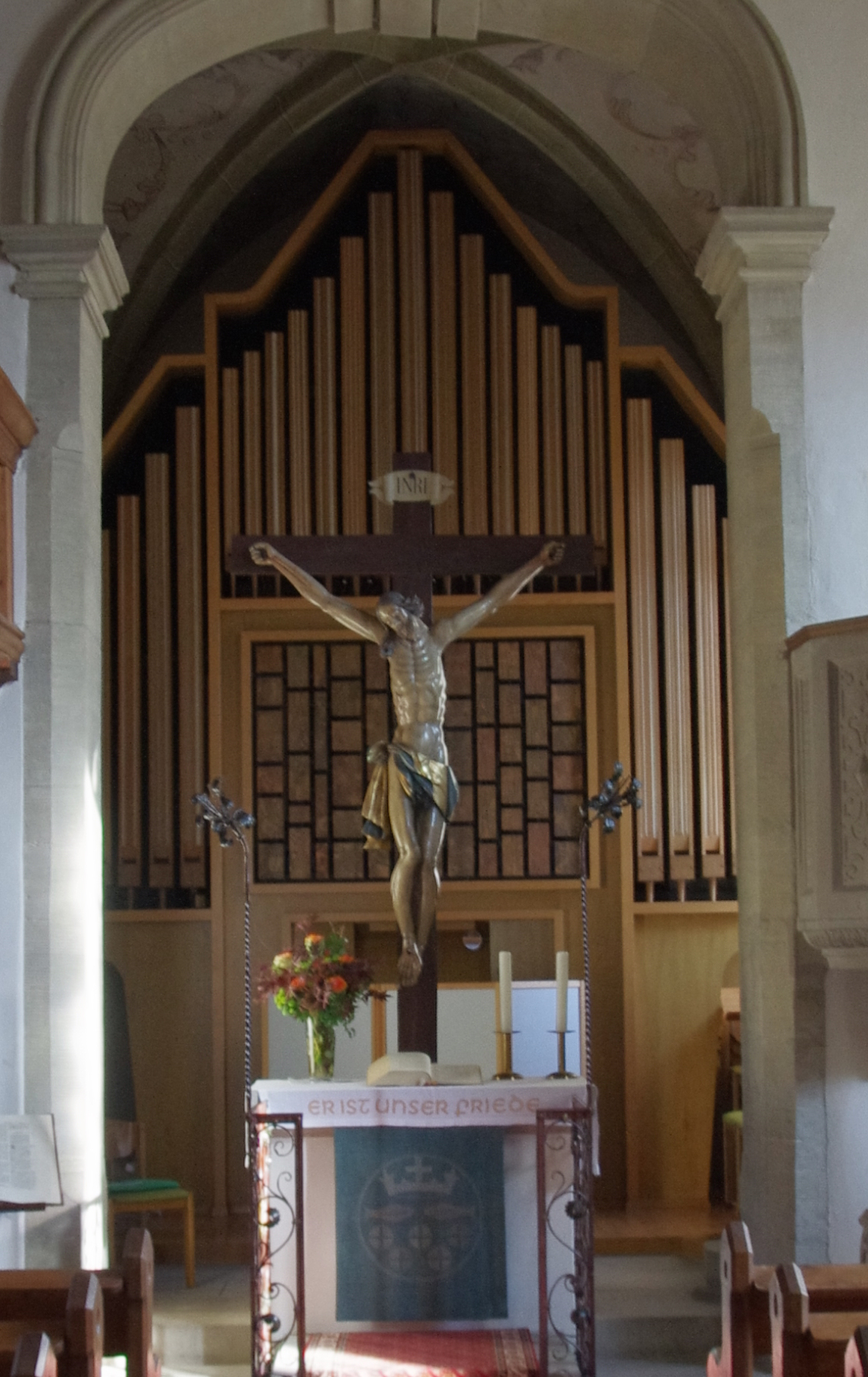
Bornefeld-Orgel

Die erste belegte Orgel wurde 1727 angeschafft. Eine weitere, 1895 gebaute Orgel der Firma Gebr. Link aus Giengen a. d. Brenz, war lange in Gebrauch, bevor sie durch eine neue Orgel ersetzt wurde. Die heutige zweimanualige Orgel mit 14 Registern wurde 1965 von der Giengener Orgelmanufaktur Gebr. Link nach Plänen von Helmut Bornefeld gebaut, 1974 erweitert und 2012 überholt. Der Orgelprospekt besteht aus Holzpfeifen, die durch Tönung und Fräsung eine lebendige Wirkung erzeugen.

### Glocken
Die Kirche besitzt ein dreistimmiges Geläut. Die älteste Glocke stammt aus dem Jahr 1515 und wurde von Pantlion Sydler in Esslingen gegossen. Sie ist auf den Ton g' gestimmt. Zwei weitere Glocken wurden 1950 von der Gießerei Kurtz in Stuttgart hergestellt, nachdem ihre Vorgänger im Zweiten Weltkrieg abgenommen worden waren. Die Glocken erklingen in den Tönen b' und c''. Eine vierte Glocke im Ton es'' wird als wünschenswerte Ergänzung des Geläuts diskutiert.